# Les Aventures de Robin des Bois (série télévisée d'animation)
Cet article concerne la série télévisée d'animation. Pour le film, voir Les Aventures de Robin des Bois (film, 1938).
Les Aventures de Robin des Bois (ロビンフッドの大冒険, Robin Fuddo no dai Bōken) est une série télévisée d'animation, composée de 52 épisodes, adaptée d'après l'histoire de Robin des Bois. Dans cette version, la plupart des personnages sont des enfants, des adolescents ou des jeunes adultes.
En France, initialement prévue pour une diffusion sur La Cinq en 1992, la première diffusion française sera faite en 1995 sur TF1. La série est rediffusée sur Mangas depuis 2003. 
Depuis le 22 janvier 2015, l'anime est diffusé sur YouTube  sur la chaine Cartoon Channel.

## Synopsis
La maison de Robin des Bois est brûlée sur l'ordre d'Alwine, le baron de Nottingham. Son oncle et sa tante périssent dans le brasier, Robin et ses cousins s'enfuient dans la forêt de Sherwood, en espérant échapper aux soldats, et ils rencontrent un groupe de bandits mené par Jean, que Robin surnommera Petit Jean. Ensemble, ils combattront le baron Alwine et ses soldats, qui persécutent les villageois et détruisent la forêt.

## Personnages

### Personnages principaux et réccurents
- Robert Huntington (appelé Robin des Bois) : L'héritier de la noble famille Huntington. Ses parents périrent lors d'un accident provoqué sur l'ordre d'Alwine (épisode 15). Il fut recueilli par son oncle, jusqu'à ce que le château soit brûlé sur les ordres du baron Alwine. Il se cache dans la forêt avec ses cousins et Petit Jean et sa bande. Il se bat contre Alwine, qui opprime les villageois. L'arc hérité de son père ne se tend que dans les mains des personnes vertueuses ; il résiste en revanche à ceux qui sont perfides ou animés de mauvaises intentions. Robin est amoureux de Marianne.
- Marianne Lancaster : La descendante de la noble famille Lancaster, qui se rend au château du baron Alwine pour être adoptée par le cupide évêque Herfort. Elle porte un crucifix d'or en pendentif, à la fois un symbole de sa famille mais aussi la clé du trésor caché de Sherwood. Elle développe des pouvoirs magiques qu'elle ne contrôle pas et qui se manifestent lorsqu'elle éprouve une forte émotion ; Frère Tuck finit par comprendre qu'ils ont surgi à cause de la haine qu'elle éprouve contre le baron Alwine et que seul l'amour de Robin peut l'aider à s'apaiser (épisode 26). Par la suite, elle s'entraine à manier une épée de bois. Elle est amoureuse de Robin.
- Wilfred (appelé Will ou Willy) : Le cousin de Robin, qui combat Alwine à ses côtés. Ses parents périrent dans l'incendie du château de Huntington. Il apprend à manier le bâton grâce à Much. Il semble vouloir impressionner Marianne.
- Winifred : La sœur de Will et la cousine de Robin. Plus âgée et plus mature que Barbara, elle reste souvent à l'écart de l'action. Elle s'éprend de Duncan (épisode 29). Dans le dernier épisode, elle réalise qu'elle est amoureuse de Petit Jean.
- Barbara : La plus jeune sœur de Wilfred et Winifred. Benjamine du groupe, elle manque de maturité et rit souvent très fort. Elle se lie à Kirk  (épisode 32) et à Griselda (épisode 45).
- Futé : Un écureuil volant, mascotte de Robin. C'est Marianne qui lui a donné son nom. (Il est aussi appelé "Dents-blanches" ou "Fang" dans certains épisodes.)
- Crin-blanc (ou Tornade) : cheval de Robin
- Frère Tuck : Un moine qui vit en ermite dans la forêt de Sherwood. Dans sa jeunesse, il grandit avec le baron Alwine et les parents de Robin, Georges et Mary. Comme ces derniers, il lutte contre Gibbson et le père d'Alwine, qui s'enrichissent grâce à une mine de cuivre qui pollue la forêt (épisode 35 et 36). Devenu adulte, il conseille les enfants de la forêt et invente de nombreuses machines pour voler ; malgré de nombreux échecs, il ne renonce pas et finit par construire des machines efficaces, ressemblant à des parapentes (épisode 39).
- Petit Jean : Le chef du groupe de bandits de la forêt de Sherwood, qui se cache pour éviter les travaux forcés. Orphelin, il a appris à voler pour survivre dans la forêt. Malgré son antipathie pour Robin lors de leur première rencontre, il est devenu un allié "invincible". Il est amoureux de Winifred.
- Much : Le bras droit de Petit Jean, qu'il appelle "Chef". Il lui voue une loyauté sans faille, ce qui ne les empêchent pas de se disputer ou de se moquer l'un de l'autre. Il a une relation moins conflictuelle avec le groupe de Robin des Bois. Il est amoureux de Marianne.
- Baron Alwine: Le baron Alwine règne sur Nottingham, taxant les villageois et les faisant travailler pour son compte. Dans sa jeunesse, il grandit avec Frère Tuck et les parents de Robin, Georges et Mary, dont il était amoureux. Ses parents le poussent à étudier et à renoncer à toute distraction, nourrissant son ambition et sa cupidité. Il finit par tourner le dos à ses anciens amis, portant de fausses accusations contre Georges Huntington. Ses parents confie son éducation à un marchand malhonnête venu de la ville, Gibbson (épisode 35). Les malversations de Gibbson et du père d'Alwine finissent néanmoins par être dénoncées et arrêtées, notamment grâce à Georges Huntington. Les deux anciens complices finissent par se quereller et se poignarder à mort l'un l'autre. Peu de temps après ces incidents, Alwine entre au service du gouverneur, avec en tête l'idée de régner sur Nottingham et de se venger des Huntington (épisode 36). Vingt ans plus tard, Alwine obtient le titre de baron. Il ordonne l'assassinat de Georges et MAry Huntington (épisode 15), puis la destruction du château des Huntingtons (épisode 1). Ce personnage est basé sur le caractère et le charisme du shérif de Nottingham.
- Évêque Herfort : Le cupide évêque de Nottingham veut adopter Marianne pour s'approprier les richesses des Lancaster. (En version originale, il voulait l'épouser et non l'adopter.)
- Gilbert : Un chevalier loyal et dangereux qui sert le baron Alwine et s'emploie à faire de basses besognes. Il apparaît dans l'épisode 1, combattant Robin, là où se dressait auparavant le château des Huntington. De ce combat subsiste une cicatrice, qu'il cache par ses longs cheveux. Il est partagé entre la haine qu'il voue à Robin et son honneur de chevalier. Il est tué plus tard, tant par le carreau d'arbalète du baron que par les « forces de la nature », en sauvant Marianne, mais survit miraculeusement à sa chute,. Il devint plus tard un chevalier du Roi Richard, et ne servit plus le baron Alwine.
- Cleo : La sœur de Gilbert. Après la mort supposée de son frère Gilbert, Alwine lui explique que c'est la faute de Robin. Elle planifie de venger la mort de son frère en tuant Robin, bien que celui-ci ne soit pas la cause de la mort de Gilbert. Cependant,elle ne peut s'empêcher d'éprouver de l'attraction pour lui, comme son frère pour Marianne.
- Les trois chevaliers de l'ordre de la Rose noire : anciens écuyers de Gilbert, ils accompagnent sa sœur Cléo, dans sa quête de vengeance.
- Les trois espions : mercenaires à la solde du baron Alwine, qui portent des masques et des bonnets à pompons. Ils sont généralement plus efficaces que les simples soldats, agissent dans l'ombre, se déguisent parfois et possèdent un arsenal plus varié. Alwine les utilise pour la collecte d'information et les tentatives d'assassinat.
- Comte Jean : Le régent du royaume en l'absence de son frère. Derrière son image de souverain généreux et magnanime, se cache un être fourbe et sans pitié qui conspire pour s'emparer du trône. Il trouve en Alwine un allié, avant de se rendre compte que celui-ci a d'autres plans.
- Fox : homme de confiance du comte Jean.
- Roi Richard : Le souverain légitime d'Angleterre. Il est porté disparu pendant la croisade.

### Personnages secondaires
- Edmond: jeune garçon qui était noble mais son père s'est fait tuer par le Baron Alwine. Edmond et son petit frère Kylian (également appelé chris) sont recherchés par Alwine, Robin et Will les ont rencontré lors d'une opération pour sauver Marianne et Winifred. Ils se font capturer mais Edmond, Chris, Robin, Will, Marianne et Winifred arrivent à s'échapper c'est un grand ami de Robin et il intègrera sa bande par la suite.
- Chris ou Kylian: C'est le petit frère d'Edmond, il fait maintenant partie de la bande de Robin des Bois.
- Guillaume / Jean-Jean : un bébé, abandonné par ses parents à cause des soldats du baron volant les paysans et adopté par Petit-Jean (épisode 27). Ce dernier finira par le rendre à sa mère.
- Duncan : un bandit qui vole aux riches. Considéré comme un héros par les uns, comme un criminel par les autres, il est recueilli par Winifred qui s'éprend de lui. Toujours traqué, il doit s'enfuir au loin, mais il promet à Winifred qu'ils se reverront (épisode 29).
- Kirk : un mineur ressemblant énormément au père de Will, Winifred et Barbara. Celle-ci s'attache à lui le temps d'un épisode (épisode 32). Il meurt malheureusement tué par les hommes du baron.
- Gibbson : marchand malhonnête, qui prend le jeune Alwine sous son aile en échange de terres d'où il extrait du cuivre. Ses activités, extrêmement polluantes, détruisent la forêt (épisode 35). Lord Georges Huntington, père de Robin, s'oppose à lui, devenant "le garde-chasse", un justicier masqué. L'extraction est finalement interdite et la mine scellée. Ruinés, Gibbson et le père d'Alwine s'écharpent et se poignardent l'un l'autre (épisode 36).
- Thomas : disciple de Frère Tuck, qui lui a appris la lecture et les mathématiques. Frère Tuck a développé son esprit d'invention et depuis, Thomas construit des petits robots et des machines pour voler, comme son ancien maître (épisode 42).
- Chevalier William : un chevalier redoutable, qui n'a peur de personne et se bat au nom de la justice (épisode 43).
- Griselda Andrade : Une jeune portugaise qui est la cheffe d'une bande de brigands, au début elle cherchait à recruter Robin des bois mais finalement elle se rendit compte qu'on avait besoin de lui à Sherwood.Elle est l'une des amis de Robin et Barbara la prend en admiration (épisode 45).
- "Géant" : un homme amnésique, qui erre dans le pays en quête de son identité (épisode 46). Il est finalement révélé être le Roi Richard.

## Fiche technique
- Titre original : ロビンフッドの大冒険 (Robin Fuddo no dai Bōken?)
- Titre français : Les Aventures de Robin des Bois
- Réalisation : Ippei Kuri, Koichi Mashimo
- Scénario : Tsunehisa Ito, Hiroyuki Kawasaki
- Design des personnages : Masaki Kudo, Tomohiro Hirata
- Décors : Torao Arai
- Musiques : Fuminori Iwasaki
- Sociétés de production : Tatsunoko, Mondo TV
- Pays d'origine :  Japon,  Italie
- Année de production : 1990-1992

## Liste des épisodes
1. Un héros est né (森のエトランゼ, Mori no etoranze?)
2. Le Monstre du marais (不思議の森・シャーウッド, Fushigi no mori : Shāuddo?)
3. Le Chevalier inconnu (稲妻の彼方に, Inadzuma no kanata ni?)
4. La Maison dans les bois (遠く遥かな調べ, Tōku haruka na shirabe?)
5. L'Aventurier dans la ville (無言の凶戦士, Mugon no kyō senshi?)
6. Les Jeunes Voleurs (やっぱり山賊やっぱり貴族, Yappari sanzoku yappari kizoku?)
7. Le Chevalier et son destin (背徳の道化師, Haitoku no dōkeshi?)
8. Le Sacrifice de Marianne (突撃！ノッチンガム城, Totsugeki! Notchingamu-jō?)
9. Une trêve chez les frères ennemis (裏切りの紳士, Uragiri no shinshi?)
10. L'Impossible adoption (暗黒の塔, Ankoku no tō?)
11. Le Destin de Robin (略奪された四人の花嫁！？, Ryakudatsu sareta yonin no hanayome!??)
12. Robin s'attaque au baron (絶望のウェディングベル, Zetsubō no uedeinguberu?)
13. Tel est pris qui croyait prendre (こわれてめでたい結婚式！, Kowaretemedetai kekkonshiki!?)
14. À la recherche de Barbara (朝焼けのシルエット, Asayake no shiruetto?)
15. Un visiteur inattendu (過去からの贈物, Kako karano okurimono?)
16. Le Duel (霧の中のさよなら, Kiri no naka no sayonara?)
17. L'Empoisonnement (涙、涙の山賊根性！, Namida, namida no sanzoku konjō!?)
18. La Bataille de frère Tuck (この緑 誰のもの！？, Kono midori dare nomono!??)
19. Les Mystérieux charbonniers (魔法使いの来た日, Mahōtsukai no kita nichi?)
20. Revanche (恨みの心に弓が泣く, Urami no kokoro ni yumi ga naku?)
21. Le Roi de la forêt (こんにちは森の王様, Konnichiha mori no ō-sama?)
22. Le Fantôme de Montrose (亡霊の棲む館, Bōrei no sumu yakata?)
23. Déluge de feu à Nottingham (炎の超常能力, Honō no chōjōnōryoku?)
24. La Jeune Fille en noir (黒い衣の聖女, Kuroi koromo no seijo?)
25. La Vengeance de Cléo (激戦！黒薔薇騎士団, Gekisen! kuro bara kishidan?)
26. Après la tempête (嵐の中の二重奏デュエット, Arashi no nakano nijūsō dyuetto?)
27. L'Enfant trouvé (おっぱい大作戦！？, Oppai dai sakusen!??)
28. Le Vaisseau volant (天翔る山賊根性, Ten kakeru sanzoku konjō?)
29. La Prédiction des cartes (そよ風の恋占い, Soyo kaze no koi uranai?)
30. L'Or des impôts (奇襲！お宝強奪隊, Kishū! o takara gōdatsu-tai?)
31. La Revanche des bandits (お宝強奪隊の逆襲, O takara gōdatsu-tai no gyakushū?)
32. Un père pour Barbara (封印された心, Fūin sareta kokoro?)
33. Le Retour (嵐にかけた願い, Arashi ni kaketa negai?)
34. Un brouillard menaçant (復讐の黒い霧, Fukushū no kuroi kiri?)
35. Retour en arrière (もうひとつの青春, Mōhitotsu no seishun?)
36. L'Archer mystérieux (もうひとつの誓い, Mōhitotsu no chikai?)
37. Sherwood en feu (シャーウッドの燃える日, Shāuddo no moeru hi?)
38. Le Trésor caché dans la forêt (森の財宝, Mori no zaihō?)
39. La Fin du cauchemar (十字架に祈りを込めて, Jūjika ni inori o komete?)
40. Un être maléfique (悪魔のささやき, Akuma no sasayaki?)
41. Trahison (イングランドの反逆者, Ingurando no hangyakusha?)
42. Le Lac de la vérité (真実の湖, Shinjitsu no mizūmi?)
43. Le Duel (決闘！ふたつの正義, Kettō! futatsu no seigi?)
44. Le Malchanceux (不運を呼ぶ男, Fūn wo yobu otoko?)
45. L'Idole de Barbara (憧れの女盗賊, Akogare no onna tōzoku?)
46. Un géant amnésique (いかづちのビッグ, Ikaduchi no biggu?)
47. La Mémoire retrouvée (澄んだ瞳の中に, Sun da hitomi no nakani?)
48. Petit Jean change de camp (全滅！森の山賊軍団, Zenmetsu! mori no sanzoku gundan?)
49. Un nouveau petit prince (森の王子様, Mori no ōji-sama?)
50. Le Piège se referme (さよならの決意, Sayonara no ketsui?)
51. Le Couronnement (悪魔の戴冠式, Akuma no taikanshiki?)
52. Le Choix de Robin (少年は永遠に, Shōnen wa towa ni?)

## Doublage
| - Kazue Ikura : Robin des Bois - Naoko Matsui : Marianne - Yūko Mita : Will - Maria Kawamura : Winnifred - Sayuri Iketmoto : Barbara - Kenichi Ogata : frère Tuck - Chieko Honda : Cleo - Mayumi Tanaka : Much - Bin Shimada : Mały John - Issei Futamata : le prince John - Yutaka Shimaka : l'évêque Hereford - Aruno Tahara : le père de Robin - Kazuaki Ito : Ozma - Masahiko Tanaka : Gul - Masashi Ebara : Erwin - Mugihito : le roi Richard I - Toshihiko Seki : Lord Gilbert - Tsutomu Tsuji : Ranker | - Hervé Rey : Robin des Bois - Valérie Siclay : Marianne - Jackie Berger : Will, Winifred - Lionel Tua : Petit Jean, Jean sans Terre, Lord Gilbert (parfois) - Francette Vernillat : Much - Barbara Tissier : Barbara, Cléo - Albert Augier : frère Tuck, évêque Herfort - Bernard Tiphaine : le narrateur, Lord Alwine, Richard cœur de lion - Lionel Melet : Lord Guilbert (voix principale) - Alexis Tomassian : le chanteur du générique Voix de remplacement - William Coryn : Petit Jean (1re voix) - Éric Legrand : Petit Jean (2e voix) - Jean Barney : le narrateur, Lord Alwine - Brigitte Lecordier : Much - Raoul Delfosse : Évêque Herfort (1re voix) - Georges Atlas : Évêque Herfort (2e voix) - Jacques Torrens : Évêque Herfort (pour quelques épisodes) |

## Musique
- Japon :
  - Thème d'ouverture : Wood Walker de Satoko Shimonari
  - Thème de fin : Hoshizora no Labirinsu (Labyrinth of the Starry Sky) de Satoko Shimonari

- États-Unis :
  - Thème d'ouverture : Robin of the Forest (doublage américain)

- Italie :
  - Thème d'ouverture : Robin Hood de Carmelo Carucci, chanté par Cristina D'Avena.

- France :
  - Thème d'ouverture : Les Aventures de Robin des Bois (adaptation du générique italien) chanté par Alexis Tomassian.